# Lesena cerkev iz Gola
Lesena cerkev iz Gola (norveško Gol stavkyrkje) je lesena cerkev, ki izvira iz Gola v tradicionalni regiji Hallingdal v okrožju Buskerud na Norveškem. Rekonstruirana cerkev je zdaj muzej inje postavljena v Norveškem muzeju kulturne zgodovine v Bygdøyu v Oslu na Norveškem.

## Opis
Cerkev je dendrokronološko datirana v čas od leta 1157 do 1216. Ko je mesto okoli leta 1880 zgradilo novo cerkev, so se odločili, da staro cerkev porušijo. Pred uničenjem jo je rešilo Društvo za ohranjanje starodavnih norveških spomenikov (Fortidsminneforeningen), ki je kupilo material, da bi cerkev ponovno postavilo drugje. Ostanki prvotne srednjeveške gradnje so bili pred transportom dokumentirani. Ohranjene so originalne freske in srednjeveški artefakti. Večina glavne konstrukcije je ostala nedotaknjena in v izvirni obliki, čeprav je praktično vsa zunanjost iz obnove v letih 1884–1885.
Pridobil jo je kralj Oskar II. Švedski, ki je financiral njeno premestitev in obnovo kot osrednjo stavbo svojega zasebnega muzeja na prostem blizu Osla. Arhitekt Waldemar Hansteen je ocenil stanje ohranjenih delov in naredil načrt za obnovo. Obnovo je nadziral Waldemar Hansteen in je bila dokončana leta 1885. Leta 1907 je bil zgodnji muzej na prostem, prvi na svetu, združen z Norveškim muzejem kulturne zgodovine, ki zdaj upravlja cerkev. Cerkev je nominalno še vedno last vladajočega monarha.
V 1980-ih so na Golu kot turistično zanimivost postavili sodobno repliko v tematskem parku v središču kraja. Ta replika stoji nekoliko stran od prvotnega mesta srednjeveške cerkve. Replika je tudi v Parku skandinavske dediščine v Minotu v Severni Dakoti in v Epcot Centru v Walt Disney Worldu na Floridi.

## Zgodovina
Cerkev ima veliko podobnosti v konstrukciji notranjega dela s cerkvijo Hegge v Valdresu in domneva se, da je za obe odgovoren isti graditelj. Verjetno je v prvotni obliki stala do 17. stoletja, s prehodom okoli cerkve in kori. Na stenah kora in apside so ostanki stenskih poslikav, za katere se upravičeno domneva, da izvirajo iz leta 1652 (letnica je naslikana na steni) od istega slikarja, ki je leta 1648 izdelal dekoracije v cerkvi Torpo (epitaf), cerkvi Flesberg (kasneje preslikana), lesene cerkev iz Rollaga 1653, cerkev iz Vegglija, cerkev iz Nore 1655 in cerkev iz Uvdala 1656. Apsidna upodobitev Zadnje večerje izvira od istega slikarja, vendar je rekonstrukcija sten apside negotova. Strešni jezdec je bil obnovljen leta 1694. Hkrati je bil postavljen strop, v istem času pa sta bili v osrednjem prostoru na južni steni vgrajeni dve okni. Okoli leta 1730 so na severni strani zgradili galerijo. Nekaj kasneje so kor in apsido podrli ter postavili nov leseni kor. Toda stari materiali so bili ponovno uporabljeni za strop v novem koru, tako da so freske preživele in jih je bilo mogoče obnoviti v povezavi s selitvijo.
V letih 1802–1803 so cerkev povečali tako, da je »prej premajhna cerkev za tako številno občino (postala) čudno večja, tako da bo nekoč imela toliko poslušalcev kot prej«. Hodnike okoli cerkve so porušili in približno tam, kjer so stali hodniški zidovi, postavili nove zunanje stene iz miznih strešnikov. Pred zahodnim portalom je bila postavljena veranda s streho. Cerkev je takrat dobila videz, kot ga je imela, ko jo je leta 1846 zasnoval J. N. Prahm.

## Selitev in obnova
Proti koncu 1870-ih si je občestvo na Golu želelo večjo in sodobnejšo cerkev. Društvo za ohranjanje starodavnih norveških spomenikov je pozvalo k ohranitvi cerkve na mestu, vendar jo je kongregacija želela porušiti in prodati material. Na koncu je društvo odkupilo originalne dele cerkve za 200 kron, pod pogojem, da jih bodo odstranili, ko bo nova dokončana.
Družba ni imela parcele za cerkev, vendar so bile zgodaj leta 1881 na kraljevem posestvu Bygdøy ustanovljene zbirke kralja Oskarja II. – prvi muzej na prostem na svetu. Kralj je dal na razpolago zemljišče za obnovo sredi svojega načrtovanega gradbenega muzeja. Društvo je z zbiranjem sredstev v ta namen zbralo le 387 NOK, skupni stroški pa so bili ocenjeni na najmanj 6500 NOK. Marca 1884 je kralj rešil projekt tako, da je prevzel stroške, ki jih družba ni krila. Lastništvo cerkve je bilo preneseno z družbe na monarha na Norveškem.
Zaradi več snežnih zim je bila demontaža in transport v Christianijo (sodobni Oslo) odložena do zime 1884. Medtem je arhitekt Torolf Prytz pozimi 1882–1883 pripravil geodetske risbe. Ker je bil zaposlen z drugimi nalogami, je odgovornost za rekonstrukcijo na Bygdøyu prevzel arhitekt Waldemar Hansteen z graditeljem kraljevega posestva Torstenom Torstensenom kot izvajalcem. Cerkev so razstavili januarja 1884. Marca so bili pogoji dovolj dobri za prevoz materiala na postajo Krøderen. Od tam so nepoškodovani prispeli na postajo Bygdøy. Prvotni deli so bili dokončani konec julija 1884, cerkev pa je bila dokončana kot osrednji del Muzeja na prostem kralja Oskarja poleti 1885. Kot muzejska cerkev je bila tako dobro obiskana, da je morala biti odprta vsak dan, ne samo ob nedeljah.
Pomembne spremembe v 17. stoletju in širitev leta 1805 so onemogočile obnovo cerkve, kakršna je stala, vendar si v tistih časih nihče ni mogel predstavljati. Cerkev je bila obnovljena v prvotni obliki. S pomočjo ohranjenih kolotekov in starega materiala so rekonstruirali stavbo, kor in apsido. Natančni opisi v poročilih cerkvenih knjig od 17. stoletja dalje so dali tudi jasen opis zunanjih detajlov, ki so bili dovolj dobri znaki za rekonstrukcijo: strešni jezdec, omenjen v poročilih iz 17. stoletja, je sedel na sredini slemena in nosil dva zvonova. Zvonik je imel samoniklo sedlasto streho in je nosil nedefinirano strukturo, ki se je zaključila z zvonikom s križem. Strešni jezdec je bil tako morda iste vrste kot tisti, ki ga je cerkev dobila, ko so jo rekonstruirali na Bygdøyu.
Zdi se, da so bile ladje, ki so prvotno obdajale celotno cerkev, porušene, ko so bili različni deli cerkve ponovno zgrajeni. Predvidevali so, da je bila cerkev obdana s prehodom in da je imela strešnega jezdeca, ti deli pa so bili poustvarjeni po borgundski cerkvi kot modelu. Dobrih vzornikov za nekatere podrobnosti v Borgundu niso našli, zato so jih naredili po vzorcu cerkve v Hopperstad.
Zbirke kralja Oskarja so bile leta 1907 prenesene v Norveški ljudski muzej. Vendar pa je cerkev iz lesa ostala v kraljevi lasti, vendar jo je upravljal muzej.

## Notranjost
Ob selitvi in prezidavi cerkve je arhitekt želel le ohraniti in obnoviti dele iz srednjega veka. Na zunaj gre torej predvsem za rekonstrukcijo iz 80. let 19. stoletja iz novih materialov. Toda veliki deli glavne stavbe so ohranjeni. To so: temelji, pragovi, stebri, velik del stenskih plošč in stebrov. Ohranjen je tudi večji del dvignjenega osrednjega prostora in opornega sistema. Cerkev je tipa z dvignjenim osrednjim prostorom s škarjami v pravokotni ladji. Ima nekoliko ožji kor, ki se zaključi z apsido. Konstruktivni deli kora in apside so med širitvijo v letih 1802-03 izginili in so jih morali med prezidavo narediti na novo.

## Zunanjost
Cerkev ima obok, izdelan po vzoru Borgundske cerkve. Prejšnji hodnik okoli ladje je bil med širitvijo leta 1802-03 porušen. Tudi cerkev je verjetno vedno imela strešnega jezdeca. Strešni jezdec srednjeveškega tipa z dvema zvonovoma je bil omenjen v poročilih iz 16. stoletja. Obnovljen je bil leta 1694. Nova je verjetno stala do selitve, vendar je leta 1821 dobila skrilavec namesto lesene kritine. Prikazana je na Prahmovi risbi iz leta 1846. Sedanja je rekonstrukcija iz 1880-ih z maketo v cerkvi v Borgundu. Strehe so bile prvotno pločevinaste in katranizirane, v 1820-ih pa prekrite s skrilavcem.

## Portali
Zahodni portal je večinoma izviren, a so ga leta 1823 posekali, da so se vrata odprla. Vrata so rekonstrukcija iz leta 1884 z okovom iz kovanega železa, pritrjenim z vijaki. Portal je izrezljan z listnato vinsko trto. Najbližje odprtini ima dva polstebra. Stebri so pokriti z rastlinskim okrasjem, vzorec pa vključuje okronane moške glave. Kite in listi trte izvirajo iz dveh živalskih čeljusti na dnu ob polstebrih. Ornamentika je sestavljena iz sredinske kite, dveh zgornjih kit in dveh manjših kit na vsaki stranski deski. Po požaru v cerkvi Grue so jo, tako kot v mnogih drugih cerkvah, zasukali od znotraj navzven, nato pa so portalne deske močno klesali. Južni portal je bil odstranjen med širitvijo v letih 1802-03, vendar so bili njegovi deli uporabljeni v novi verandi in bi se lahko uporabili kot referenčne točke za rekonstrukcijo arhitekta Hansteena. Originalni Sørportalen je shranjen v Norveškem ljudskem muzeju. Južni portal kora je bil delno ohranjen, brez lesene lope in je bil ob selitvi rekonstruiran. Vstavi se neposredno med dve profilirani stenski deski. Možno je, da je imela cerkev prvotno severni portal, saj je imela obočna odprtina vijak kot preko drugih portalov, a ker so pragovi in drogovi novi, stene severne stene pa nedokončane, ni sledi, ki bi to potrjevale.

## Inventar
Zaradi želje po ohranitvi in poustvaritvi srednjeveške cerkve so odstranili vse poreformacijsko pohištvo, zato v notranjosti manjkajo klopi, prižnica in krstilnik. Namesto tega je kralj Oskar II. namestil izrezljano klop iz cerkve v Heddalu. Toda poslikani dekor iz leta 1652 v koru in apsidi je preživel prestavitev in obnovo. Na steni apside je upodobitev zakramenta, na severni steni kora - štirje evangelisti, južna stena pa je razdeljena na polja, okrašena z listi, cvetovi in sadjem ter imeni vseh, ki so plačali okrasitev. Nad kornim portalom je prej viselo razpelo iz cerkve Veum v Telemarku, datirano ok. 1300

## Replike
V sklopu družinskega parka Gordarike na Golu je bila leta 1995 zgrajena verna kopija lesene cerkve, imenovana Golska nova lesena cerkev. Medtem ko je prvotna cerkev stala visoko in prosto na pobočju gore, stoji kopija na dnu doline, blizu središča Gol. Okoli kopije so bile postavljene rekonstruirane hiše iz vikinške dobe in drugi elementi.
Replika cerkve je tudi v Parku skandinavske dediščine v Minotu v Severni Dakoti v ZDA. V norveškem paviljonu v Epcotu v Orlandu je lesena cerkev iz Gola znamenitost Norveške.
Druga kopija, znana kot Stavkirka na Savjordu, je v Beiarnu v Nordlandu. Gradnja je bila financirana zasebno in se je začela leta 2005. Dokončana je bila leta 2008. Ta cerkev je nekoliko manjšega obsega kot prvotna.

## Galerija
- Stare in sodobne slike

- Details
- Rezbarije
- Detajl zunanjosti
- Detajl vrat
- Rezbarije
- Notranjost
- Del strehe
- Detajl zunanjosti
- Slika v notranjosti
- Oltar

## Druga literatura
- Leif Anker (2005) The Norwegian Stave Churches (Oslo: Arfo Forlag) ISBN 978-8291399294
- Roar Hauglid (1970)  Norwegian Stave Churches (Oslo: Dreyers Forlag) ISBN 978-8209106020
- Christie, Sigrid and Håkon  (1981) Gol kirke, i Norges kirker – Buskerud ISBN 8205131236
- Bugge Gunnar, Mezzanotte Bernardino  (1994) Stavkirker ISBN 8250420721
- Tschudi-Madsen, Stephan (1993) På nordmanns vis : Norsk folkemuseum gjennom 100 år ISBN 8203167152